# تیبنتفاسپ
تیبنتِـفاسپ (انگلیسی: Tebentafusp) یک داروی ضد سرطان است که در درمان ملانوم یووه‌آ (نوعی سرطان بدخیم چشم) کاربرد دارد. تیبنتفاسپ یک به‌کارگیرندهٔ دومیزبانهٔ لنفوسیت تی از طریق گیرندهٔ CD3 و با هدایت HLA-gp100 است. تیبنتفاسپ به صورت تزریق آهسته داخل‌وریدی تجویز می‌شود.
شایع‌ترین عوارض جانبی عبارتند از: سندرم آزادسازی سیتوکین، بثورات پوستی، تب، خارش، خستگی، حالت تهوع، لرز، درد شکمی، اِدِم، افت فشار خون، خشکی پوست، سردرد و استفراغ و شاخصه‌های غیرطبیعی کبد در خون.
تیبنتفاسپ در ژانویه ۲۰۲۲ برای استفاده درمانی در ایالات متحده آمریکا تأیید شد. این دارو در آوریل ۲۰۲۲ در اتحادیه اروپا مورد پذیرش قرار گرفت. سازمان غذا و داروی ایالات متحده (FDA) آن را یک داروی پیشگام (First-in-class؛ نخستین نمونه در کلاس دارویی خود) می‌داند.

## موارد استفاده
تیبنتفاسپ برای درمان ملانوم یووه‌آ در بزرگسالانی استفاده می‌شود که HLA-A*02:01 مثبت هستند و سرطانشان قابل جراحی و برداشت نیست یا به نقاط دیگر بدن متاستاز داده‌است.